# Röda rummet (TV-serie)
Röda rummet är en svensk TV-serie i nio delar från 1970, efter August Strindbergs roman med samma namn. Serien repriserades 1972, 1995, 2008 och finns sedan 2015 fritt tillgänglig via Öppet arkiv.
Serien är en av titlarna i boken Tusen svenska klassiker (2009) och gavs ut på DVD 2013.

## Handling
Serien utspelar sig i Stockholm på 1870-talet. Arvid Falk tar anställning på Kollegiet för utbetalandet av ämbetsmännens löner efter att tidigare ha vandrat runt på diverse liknande verk. Han tröttnar dock på byråkratin och gör skandal genom att säga upp sig och samtidigt framföra ett sanningens ord till verkets protonotarie. Falk försöker sig istället på en karriär som författare samtidigt som han blir omdebatterad i pressen. Han umgås med ett antal konstnärer, bohemer och filosofer som med jämna mellanrum träffas på Röda rummet i Berns salonger. Han har också en motsägelsefull vänskap med konkurrenten Struve.

## Om serien
- Manus: Herbert Grevenius
- Regi: Bengt Lagerkvist
- Musik: Bo Nilsson
- Fotograf: Bertil Wiktorsson
- Scenografi: Nils Svenwall

## Skådespelare
- Per Ragnar - Arvid Falk
- Allan Edwall - Olle Montanus
- Klas Jahnberg - Stålberg
- Börje Mellvig - Aktuarien
- Ragnar Arvedson - Protonotarien
- Ulf Johanson - Äldste notarien
- Tore Lindwall - Presidenten
- Mathias Henrikson - Sellén, konstnär
- Börje Ahlstedt - Lundell, konstnär
- Jan Blomberg - Ygberg
- Stefan Ekman - Renhjelm
- Ernst Günther - Dr. Borg
- Christian Berling - Isaac Levi
- Jan-Olof Strandberg - Struve
- Olof Thunberg - Carl Nicolaus Falk
- Anita Wall - fru Eugenie Falk
- Axel Düberg - Per Ilsson, riksdagsman
- Fredrik Ohlsson - Lagerborg, redaktör på Rödluvan
- Stig Järrel - bokförläggare Smith
- Georg Rydeberg - Karl XV
- Erland Josephson - von Dardel
- Göthe Grefbo - Andersson
- Solveig Ternström - Marie
- Grynet Molvig - Agnes, skådespelerska
- Keve Hjelm - Falander, skådespelare
- Åke Fridell - teaterdirektör
- John Harryson - pastor Nathanael Skåre
- Barbro Hiort af Ornäs - Evelyn Homan
- Dora Söderberg - fru Silvercrantz
- Stig Engström - ung författare hos Smith
- Frej Lindqvist - Levin
- Kurt-Olof Sundström - Nyström
- Artur Rolén - trädgårdsmästare vid Lill-Jans
- Lauritz Falk - amiral
- Georg Årlin - officer på Tritons bolagsstämma
- Mats Dahlbäck - Niklasson
- Charlie Elvegård - Råström
- Willy Peters - redaktör på Gråkappan
- Manne Grünberger - medarbetare på Gråkappan
- Gunvor Pontén - Jenny, skådespelerska
- Einar Axelsson - gammal komiker
- Toivo Pawlo - snickaren
- Jan Erik Lindqvist - skomakaren
- Meta Velander - fattig änka
- Helena Reuterblad - flickan på Berns
- Mona Andersson - fru Struve
- Olle Björling - skärslip
- Carl Billquist - kapten Gyllenborst
- Arne Källerud - ordförande Löfgren
- Gunnar Nielsen - ryttmästare von Sporn
- Margareta Sjödin - Beda
- Åke Lindström - redaktör på Arbetarfanan
- Ulf Palme - (berättaren)

### Fotnoter
1. ↑  Röda rummet, eftertexter.[källa från Wikidata]
2. ↑  ”TV-visning”. Svensk Filmdatabas. Arkiverad från originalet den 4 juni 2019. https://web.archive.org/web/20190604121223/http://www.svenskfilmdatabas.se/sv/Item/?type=film&itemid=36554#release-dates. Läst 4 juni 2019.
3. ↑  
"Röda+Rummet"+"Arvid+Falk"+typ%3Atv ”Röda rummet, TV-sändningar”. Svensk mediedatabas. https://smdb.kb.se/catalog/search?q="Röda+Rummet"+"Arvid+Falk"+typ%3Atv. Läst 4 juni 2019.
4. ↑  
”Nytt i arkivet – VECKA 49 2015”. Sveriges Television. Arkiverad från originalet den 9 januari 2016. https://web.archive.org/web/20160109050553/http://blogg.svt.se/oppet-arkiv/vecka-49-2015/. Läst 4 juni 2019.
5. ↑  Gradvall et al (2009), #281
6. ↑  DVD-video VR13-0456--0457 Utgiven i serien Svenska klassiker. Boxutgåva på Svensk mediedatabas